# Rayquaza
Rayquaza is een fictief wezen uit de Pokémon-anime en spelwereld. Het is een legendarische Pokémon uit de Hoenn-regio van het type Draak/Vlieg. Hij is een van de eerste Pokémon. Rayquaza is groen en heeft gele, oude symbolen op zijn lichaam.

## De Titaan van Lucht
Rayquaza is een van de drie legendarische Pokémon "Weer pokemon" (in het Engels Weather trio) in de derde generatie van de Pokémonfranchise, samen met Groudon en Kyogre. Rayquaza is de titaan van de lucht en waakt over de hemel vanuit de ozonlaag. In een ver verleden voerde Kyogre, titaan van het Water, en Groudon, titaan van de Aarde, een onophoudelijke strijd. Rayquaza greep in, omdat de strijd dreigde de hele wereld te verwoesten. De twee vechtende Pokémon trokken zich terug diep onder hun elementen en Rayquaza rustte op de top van de Sky Pillar (Lucht Pilaar).
Rayquaza bewijst met zijn hoge aanvalspunten en speciale aanval dat hij regeert over de Hoenn en waar hij amper zwaktes heeft. 
Alleen het type ijs zou het tegen hem kunnen opnemen, en niet te vergeten zijn eigen type Draak. Bovendien kreeg hij met de introductie van de Fee-type ook daar een zwakte voor.

## In de videospellen
Rayquaza komt het eerst voor in de generatie drie spellen, Ruby, Sapphire en Emerald. Hij is de versie-mascotte van Emerald. Echter, Rayquaza kan in alle drie de versies gevangen worden in tegenstelling tot de ander twee die slechts in twee van de drie versies gevangen kunnen worden.
In Pokémon (Omega)Ruby en (Alpha)Sapphire kan de speler Rayquaza aantreffen op de top van de Sky Pillar. De Sky Pillar is hier echter alleen bereikbaar nadat de speler de Pokémon League heeft verslagen.
In Pokémon Emerald slagen zowel Team Magma als Team Aqua erin hun lucht-Pokémon te laten ontwaken. Groudon en Kyogre begeven zich dan naar Sootopolis City waar ze beginnen te vechten. De strijd tussen de twee heeft rampzalige gevolgen voor het klimaat in Hoenn en de speler moet afreizen naar de Sky Pillar om Rayquaza te wekken. Eenmaal wakker, beëindigd Rayquaza de ruzie en zowel Groudon als Kyogre verdwijnen. Rayquaza keert terug naar de Sky Pillar, waar de speler hem dan kan vangen.
In de spellen OmegaRuby en AlphaSapphire (afgekort ORAS) draait de Delta Episode, een gedeelte van het spel nadat de speler de Elite Four heeft verslagen. Hierbij ontmoet je Zinnia, een Draconid of Draconiet. Je moet Rayquaza in deze spellen vangen omdat er een meteoriet op de planeet afkomt, met de pokemon Deoxys erin. Door Zinnia leert Rayquaza voordat hij de ruimte in gaat de aanval Dragon Ascent, de flying (vliegende) aanval die alleen Rayquaza kan leren. Aanvalskracht van Dragon Ascent: 120. Verlaagt de Verdedigingsstatistieken van Rayquaza.

## In de anime
Rayquaza kom niet voor in de tekenfilmserie, maar wel in de zevende Pokémon film: Doel Deoxys. Wanneer Deoxys naar de Aarde komt, raakt hij Rayquaza bij zijn binnenkomst in de ozonlaag. De twee vechten op de Noordpool en Rayquaza verslaat Deoxys. Vele jaren later heeft Deoxys zich hersteld en duikt op in LaRousse City. Rayquaza merkt dit en valt hem opnieuw aan. Door het gevecht tussen de twee slaat het beveiligingssysteem van de stad op tilt en dreigt iedereen overspoeld te worden door beveiligings-kubussen. Deoxys beschermt Rayquaza tegen de kubussen waardoor de Hemelhoge Pokémon inziet dat Deoxys geen kwaad in de zin heeft. Nadat het beveiligingssysteem uitgeschakeld is, verlaat Rayquaza de stad en keert terug naar de ozonlaag.

## Ruilkaartenspel
Er bestaan vijf standaard Rayquaza kaarten, met elk het type Colorless als element. Verder bestaan er nog 3 Rayquaza δ-kaarten (één met types Electric en Steel, één met Water en Steel en één met Fire), een _____'s Rayquaza-kaart (enkel in Japan, Colorless), een Sky's Rayquaza (enkel in Japan, Colorless), drie Colorless Rayquaza-ex kaarten, één Electric Rayquaza ex δ-kaart, een Colorless Rayquaza ☆-kaart, een Colorless Rayquaza C en een ColorlessRayquaza C LV.X-kaart. Er bestaat ook een combinatiekaart van Rayquaza en Deoxys, met type Colorless en Psychic.

## Krachten en vaardigheden
Rayquaza's speciale vaardigheid is Lucht Slot. Zodra Rayquaza op het veld verschijnt, worden alle weer-effecten meteen tenietgedaan. Het is deze vaardigheid die de ruzie tussen Groudon en Kyogre heeft beëindigd, door respectievelijk hun Droogte- en Motregen-vaardigheid uit te schakelen.
Rayquaza's sterke punten zijn zijn hoge fysieke en speciale aanvalskracht. Zowel zijn fysieke als zijn speciale aanvallen zijn even sterk. De verdedigingskracht van Rayquaza is minder waardoor hij vatbaarder is voor aanvallen van de tegenstander. Echter Rayquaza's snelheid zorgt er meestal voor dat hij de eerste is die mag aanvallen.
Rayquaza kan een grote variatie aan aanvallen leren, zoals Uitrazernij, Knars en Extreme Snelheid. Opmerkelijk is dat Rayquaza uit zichzelf de Vlieg aanval leert, die normaal alleen te leren is met de HM02.